# Cybianthus breweri
Cybianthus breweri är en viveväxtart som beskrevs av G. Agostini. Cybianthus breweri ingår i släktet Cybianthus, och familjen viveväxter. Inga underarter finns listade i Catalogue of Life.